# The Replacements (film)
|  | For andre betydninger, se The Replacements. |
The Replacements er en amerikansk film fra 2000 instrueret af Howard Deutch og er løst baseret på National Football League-spillernes strejke i 1987.

## Medvirkende
- Keanu Reeves
- Gene Hackman
- Brooke Langton
- Jon Favreau
- Orlando Jones
- Brett Cullen
- Rhys Ifans

## Ekstern henvisning
- The Replacements på Internet Movie Database (engelsk)
- The Replacements på Filmdatabasen
- The Replacements på Scope
- The Replacements i Svensk Filmdatabas (svensk)
- The Replacements på AlloCiné (fransk)
- The Replacements på MovieMeter (nederlandsk)
- The Replacements på AllMovie (engelsk)
- The Replacements hos American Film Institute (engelsk)
- The Replacements på Turner Classic Movies (engelsk)
- The Replacements på The Movie Database (engelsk)